# Cascade Cycling Classic
La Cascade Cycling Classic és una competició ciclista per etapes estatunidenca que es disputa a l'estat d'Oregon. Creada el 1979, és la cursa per etapes nord-americana amb més longevitat. Des de 1986 també s'organitza una cursa femenina.

## Palmarès masculí
| Any  | Primer             | Segon                | Tercer                 |
| ---- | ------------------ | -------------------- | ---------------------- |
| 1979 | Todd Gogulski      |                      |                        |
| 1980 | Ron Hayman         |                      |                        |
| 1981 | Mark Cahn          |                      |                        |
| 1982 | Alexi Grewal       |                      |                        |
| 1983 | Dale Stetina       |                      |                        |
| 1984 | Dale Stetina       | Marcel Neiger        | Ron Hayman             |
| 1985 | David Zimbalman    |                      |                        |
| 1986 | Alan McCormick     |                      |                        |
| 1986 | Brian Wallton      |                      |                        |
| 1988 | Todd Gogulski      | Nate Reiss           | Peter Davis            |
| 1989 | Mike Carter        | Greg Oravetz         | Mark Caldwell          |
| 1990 | Mike Englemann     | David Farmer         | Thurlow Thomas Rogers  |
| 1991 | Greg Oravetz       | Mike Englemann       | Nate Reiss             |
| 1992 | Cezary Zamana      | Herbert Niederberger | Mike Englemann         |
| 1993 | Bart Bowen         | Scott Moninger       | Andrzej Mierzejewski   |
| 1994 | Mike Englemann     | Darren Baker         | Brian Clifford Walton  |
| 1995 | Mike Englemann     | Norman Alvis         | Bart Bowen             |
| 1996 | Marty Jemison      |                      |                        |
| 1997 | Jonathan Vaughters | Eddy Gragus          | Darren Baker           |
| 1998 | Lance Armstrong    | Scott Moninger       | David Clinger          |
| 1999 | Scott Moninger     | Floyd Landis         | David Clinger          |
| 2000 | Scott Moninger     | Steve Larsen         | Clark Sheehan          |
| 2001 | Scott Moninger     | Chris Horner         | Chris Wherry           |
| 2002 | Chris Wherry       | Burke Swindlehurst   | Danny Pate             |
| 2003 | Tom Danielson      | Jonathan Vaughters   | Chris Wherry           |
| 2004 | Mike Creed         | Jeff Louder          | Michael Sayers         |
| 2005 | Scott Moninger     | César Grajales       | Jeff Louder            |
| 2006 | Chris Wherry       | Jeff Louder          | Serguei Lagutin        |
| 2007 | Phil Zajicek       | Christopher Baldwin  | Ben Jacques-Maynes     |
| 2008 | Levi Leipheimer    | Darren Lill          | Jeff Louder            |
| 2009 | Óscar Sevilla      | Francisco Mancebo    | Jeff Louder            |
| 2010 | Rory Sutherland    | Benjamin Day         | Darren Lill            |
| 2011 | Francisco Mancebo  | Lachlan Morton       | Jeremy Raymond Vennell |
| 2012 | Francisco Mancebo  | Carter Jones         | Lawson Craddock        |
| 2013 | Serghei Tvetcov    | Joey Rosskopf        | Chad Haga              |
| 2014 | Serghei Tvetcov    | Andres Díaz          | Tom Zirbel             |
| 2015 | Dion Smith         | Robin Carpenter      | Gavin Mannion          |
| 2016 | Robin Carpenter    | Lachlan Morton       | Evan Huffman           |
| 2017 | Robin Carpenter    | Gavin Mannion        | Evan Huffman           |

## Palmarès femení
| Any     | Primera                    | Segona                     | Tercera                    |
| ------- | -------------------------- | -------------------------- | -------------------------- |
| 1986    | Robin Sewell               |                            |                            |
| 1987    | Alison Sydor               |                            |                            |
| 1988    | Phyllis Hines              | Sarah Neil                 | Louisa Jenkins             |
| 1989    | Catherine Hart             |                            |                            |
| 1990    | Sally Zack                 | Martha Wavrin              | Teresa Williams            |
| 1991-98 | No disputada               |                            |                            |
| 1999    | Stacey Peters              | Emily Thurston             | Rydeen Stevens             |
| 2000    | Kimberley Bruckner-Baldwin | Anke Moore                 | Julie Young                |
| 2001    | Amber Neben                | Nicole Demars-Gingles      | Kimberley Anderson-Smith   |
| 2002    | Kimberley Bruckner-Baldwin | Heather Albert-Hall        | Leah Goldstein             |
| 2003    | Lynne Bessette             | Heather Albert-Hall        | Kristin Johnson            |
| 2004    | Christine Thorburn         | Lynn Gaggioli              | Kimberley Bruckner-Baldwin |
| 2005    | Kristin Armstrong          | Kimberley Bruckner-Baldwin | Kori Kelley-Seehafer       |
| 2006    | Kristen LaSasso            | Kristin Armstrong          | Dorothy Cowden-Bausch      |
| 2007    | Anul·lada                  |                            |                            |
| 2008    | Kristin Armstrong          | Christine Thorburn         | Julie Beveridge            |
| 2009    | Evelyn Stevens             | Amber Pierce               | Alison Powers              |
| 2010    | Mara Abbott                | Catherine Cheatley         | Erinne Willock             |
| 2011    | Janet Holcomb              | Ann Samplonius             | Clara Hughes               |
| 2012    | Alison Powers              | Carmen Small               | Megan Guarnier             |
| 2013    | Kristin McGrath            | Claudia Lichtenberg        | Mara Abbott                |
| 2014    | Lauren Stephens            | Amber Neben                | Julie Emmerman             |
| 2015    | Andrea Dvorak              | Kristin Armstrong          | Amber Neben                |
| 2016    | Tara Whitten               | Kristin Armstrong          | Carmen Small               |
| 2017    | Allie Dragoo               | Sara Poidevin              | Jasmin Glaesser            |